# Rhopalomyzus smilacis
Rhopalomyzus smilacis är en insektsart. Rhopalomyzus smilacis ingår i släktet Rhopalomyzus och familjen långrörsbladlöss. Inga underarter finns listade i Catalogue of Life.